# Catageiomyia lottei
Catageiomyia lottei is een muggensoort uit de familie van de steekmuggen (Culicidae). De wetenschappelijke naam van de soort is voor het eerst geldig gepubliceerd in 1965 door Hamon & Brengues.